# Província de Màntua
La província de Màntua  és una província que forma part de la regió de Llombardia dins Itàlia. La seva capital és Màntua.
Limita al nord-est de la província de Verona, a l'est amb la província de Rovigo, al sud amb la província de Ferrara, la província de Mòdena, la província de Reggio de l'Emília i la província de Parma, a l'oest amb la província de Cremona i al nord-oest amb la província de Brescia.
Té una àrea de 2.341,44 km², i una població total de 412.566 hab. (2016). Hi ha 69 municipis a la província.

## Ciutats amb més habitants
A continuació es mostra la llista de les dotze ciutats principals de la província de Màntua, ordenades per nombre d'habitants (2015):
| Pos. | Ciutat                     | Població (hab) | Superfície (km²) | Densitat (hab/km²) | Altitud (msnm) |
| ---- | -------------------------- | -------------- | ---------------- | ------------------ | -------------- |
| 1º   | Màntua                     | 48.703         | 63,81            | 740,09             | 19             |
| 2º   | Castiglione delle Stiviere | 23.232         | 42,02            | 537,40             | 116            |
| 3º   | Suzzara                    | 21.041         | 60,10            | 339,90             | 20             |
| 4º   | Viadana                    | 19.990         | 103,84           | 189,10             | 26             |
| 5º   | Porto Mantovano            | 16.372         | 37,44            | 433,48             | 29             |
| 6º   | Curtatone                  | 14.862         | 67,47            | 217,11             | 26             |
| 7º   | Borgo Virgilio             | 14.712         | 69,99            | 210,34             | 22             |
| 8º   | Castel Goffredo            | 12.494         | 42,40            | 292,35             | 53             |
| 9º   | Goito                      | 10.374         | 79,22            | 130,90             | 33             |
| 10º  | Asola                      | 10.132         | 73,48            | 137,24             | 42             |